# Asige
Asige is een plaats in de gemeente Falkenberg in het landschap Halland en de provincie Hallands län in Zweden. De plaats heeft 60 inwoners (2000) en een oppervlakte van 10 hectare.